# Belimbing (Batang Gansal)
Belimbing is een bestuurslaag in het regentschap Indragiri Hulu van de provincie Riau, Indonesië. Belimbing telt 2696 inwoners (volkstelling 2010).